# Frank Feller
Frank Feller (Bümpliz (Bern), 1848 - Londen, 1908) was een Zwitsers kunstschilder en illustrator uit de 19e eeuw die zijn leven doorbracht in Engeland.

## Biografie
Het bekendste werk van Frank Feller is het schilderij The Last Eleven at Maiwand uit 1882. Het tafereel toont hoe tijdens de Slag bij Maiwand op 27 juli 1880, onderdeel van de Tweede Brits-Afghaanse Oorlog, enkele Engelse soldaten de laatste weerstand bieden tegen de naderende Afghanen. Het originele schilderij is verdwenen, maar de afbeelding bleef bewaard nadat het schilderij in april 1884 door Henry Graves werd uitgegeven.

## Galerij

Schilderijen en tekeningen van Frank Feller
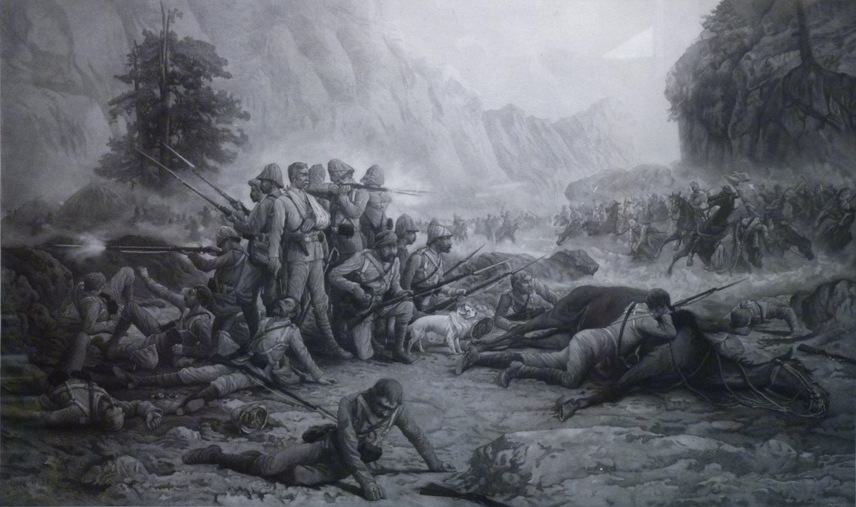
The Last Eleven at Maiwand (1882).
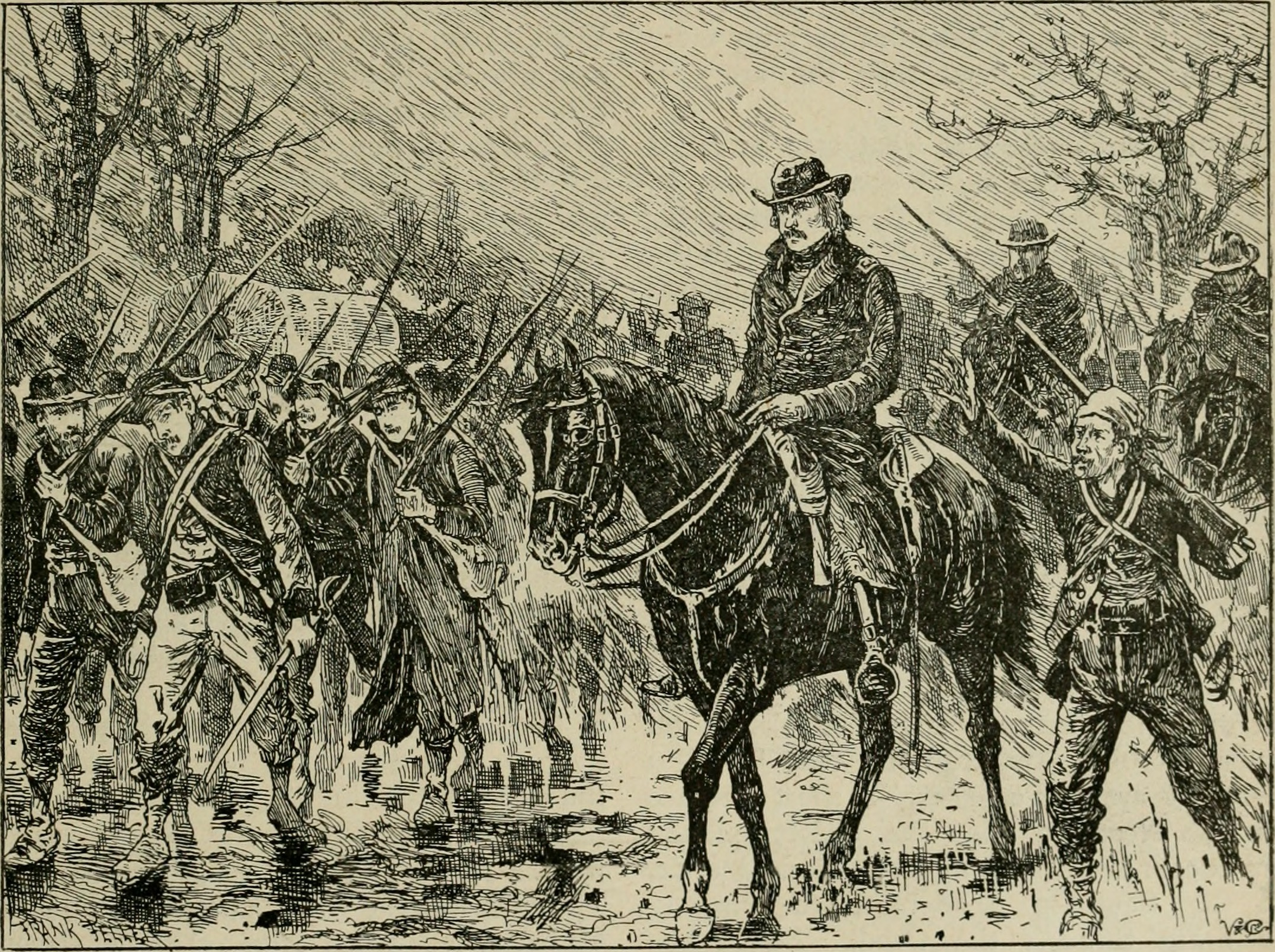
Tafereel uit de Amerikaanse Burgeroorlog
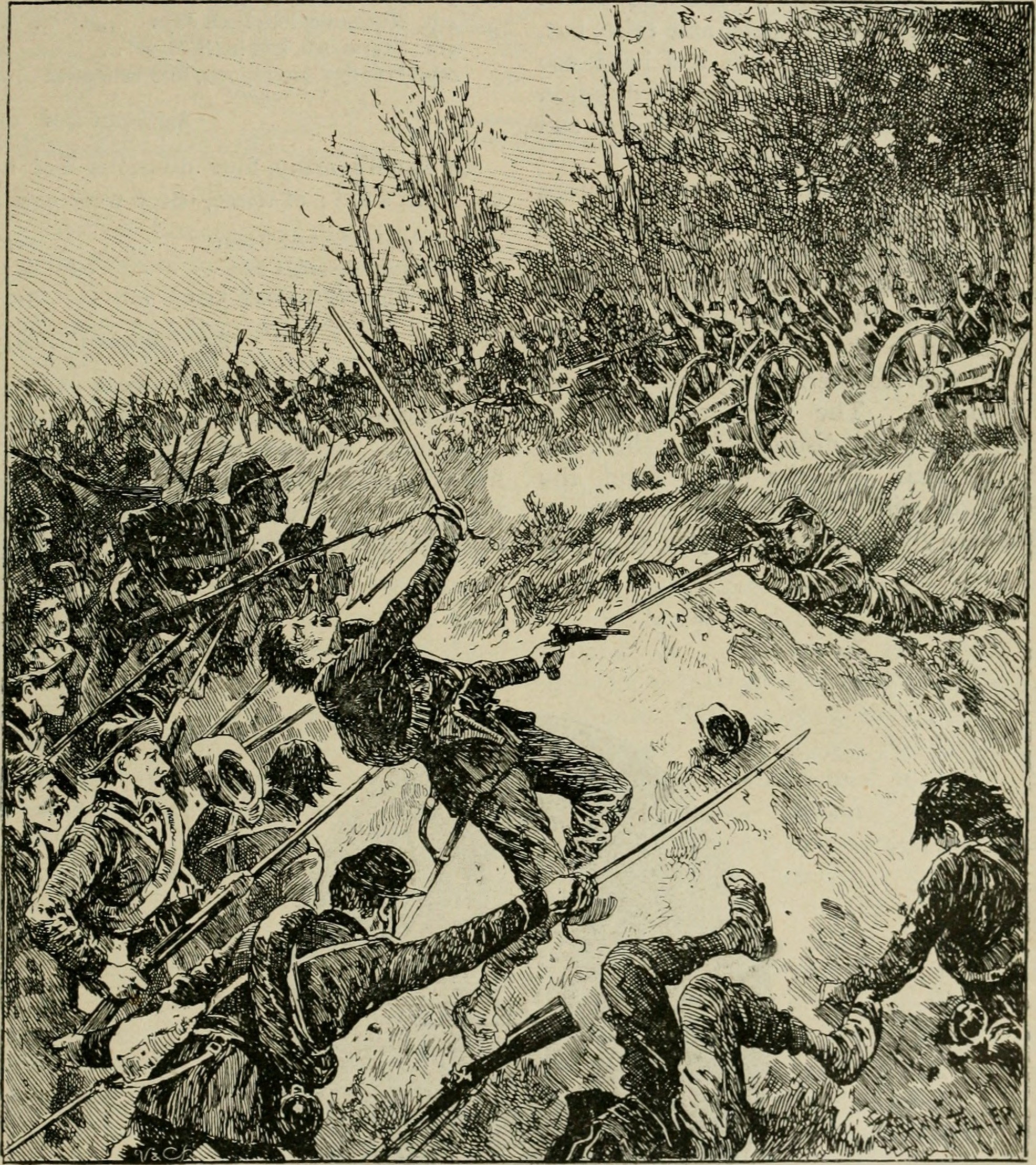
Tafereel uit de Amerikaanse Burgeroorlog

- Bibliothèque nationale de France: cb14973745b (data)
- Gemeinsame Normdatei: 1089397054
- International Standard Name Identifier: 0000 0000 6662 8870
- Library of Congress Control Number: no2009035237
- RKD-Nederlands Instituut voor Kunstgeschiedenis: 27618
- SIKART: 4032370
- Union List of Artist Names: 500095249
- Virtual International Authority File: 54421304
- WorldCat: E39PBJkxMWhCDdjGvY98DxqhHC